# Alice et les Quatre Mariages
Alice et les Quatre Mariages (titre anglais : The Wedding Day Mystery, littéralement : Le Mystère du jour du mariage) est le 141e roman de la série américaine Alice (Nancy Drew en VO) écrit par Caroline Quine, nom de plume collectif de plusieurs auteurs. 
Aux États-Unis, le roman a été publié pour la première fois en 1997 par Simon & Schuster (New York). En France, il est paru la première fois en 1998 chez Hachette dans la collection Bibliothèque verte sous le numéro 497. Ce roman n'a pas été réédité en France depuis 1999.

## Résumé
Remarque : le résumé est basé sur l'édition cartonnée parue en 1998 en langue française.
Engagées comme extra au manoir River House, Alice et ses amies Bess et Marion doivent organiser quatre mariages en un seul week-end. Mais au menu, il n'y a pas que des petits fours et des pièces montées : cadeaux volés, robe de mariée lacérée, sabotages... les catastrophes se succèdent. 
Qui peut bien être ce mystérieux fantôme qui hante le domaine, semant la panique parmi les invités ? Alice mène l'enquête - pour le meilleur et pour le pire...

## Personnages

### Personnages récurrents
- Alice Roy, jeune fille blonde de dix-huit ans[2], fille de l'avocat James Roy, orpheline de mère.
- Bess Taylor, jeune fille blonde et rondelette, une des meilleures amies d'Alice.
- Marion Webb, jeune fille brune et sportive, cousine germaine de Bess Taylor et une des meilleures amies d'Alice.
- James Roy, avoué de renom, père d'Alice Roy, veuf.
- Sarah[3], la fidèle gouvernante des Roy, qui a élevé Alice à la mort de sa mère.

### Personnages spécifiques à ce roman
- Mandy Applebaum, jeune femme de trente ans, directrice de Noces et Bouquets (Happily Ever After, Inc. en VO), une entreprise spécialisée dans l'organisation de mariages, où travaille Bess.
- Daphné Applebaum, sœur cadette de Mandy. Elle dirige un service de traiteur à domicile, Mets de gourmet.
- Joseph et Jeanine Merrill, vieux époux, banquiers à la retraite et anciens propriétaires du manoir River House (Heights House en VO).
- Grace Merrill Sayer, petite-fille de Joseph et Jeanine Merrill, mariée à Isaiah Sayer. Elle a été l'ancienne occupante du manoir River House. Elle a également été la camarade de classe de Sarah.
- Libby Ewing (nom complet : Elizabeth Jenkins Ewing), une jeune mariée du manoir River House.
- Charles Cox Gibbons, fiancé de Libby Ewing, interne dans un hôpital.
- Freddy Ewing,jeune cousin de Libby Ewing.
- Kevin Royco, ami de Libby et Charles. Tente de flirter avec Alice.
- Rafe Kiernan, trente ans, vigile responsable de la sécurité au manoir River House.
- Kanisha Partridge, une jeune mariée noire du manoir River House.
- Malcolm Quinn, le fiancé noir de Kanisha Partridge.
- Jamal et Selma Partridge, les parents de Kanisha, qui désapprouvent le mariage de leur fille avec Malcom.
- Bertina Li, une jeune mariée du manoir River House, propriétaire d'une boutique de mode branchée à New York.
- Stone Hanson, le fiancé de Bertina. Il tient une galerie d'art à New York.
- Patti Fuentes, une jeune mariée du manoir River House, ancienne fiancée du vigile Rafe Kiernan.
- Tony Vitale, le fiancé de Patti, libraire.

## Édition française
- 1998 : Éditions Hachette, collection « Bibliothèque verte », souple (français, version originale), no 497. Illustré par Philippe Daure (7 illustrations in-texte en noir et blanc de pleine page). Traduit par Sandrine Couprie. 15 chapitres. 225 p.